# والتر فريتزتش
والتر فريتش (21 نوفمبر 1920 - 15 أكتوبر 1997) كان لاعب ومدرب كرة قدم ألماني.

## سيرته كلاعب
بدأ فريتش مسيرته كلاعب في عام 1927 مع نادي سك بلانيتيز. في عام 1940، انتقل إلى نادي في إف إل لايسنيغ ولعب هناك حتى عام 1943 وبعد ذلك لعب لصالح العديد من الأندية الأخرى بما في ذلك بي سي هارثا و سك دويبلن و زويكاو - أوبرهوندورف. بعد الحرب العالمية الثانية، بقي في ما أصبح فيما بعد ألمانيا الشرقية وأنهى أيامه كلاعب مع ويسموت كاينسدورف في عام 1950.

## سيرته كمدرب
انتهت مسيرة فريتش كلاعب بسبب إصابة في الظهر، وأصبح مدربًا مع فريق ويسموت أوي في عام 1950. بعد ذلك واصل فريتش العمل كمدرب مع عدد من الفرق بين عامي 1952 و1969 بما في ذلك إمبور لاوتر، وموتور ديساو، وإس سي موتور كارل ماركس شتات، وإس سي إمبور روستوك (حيث حصل على ثلاث بطولات وصيف)، وستال ريزا.

#### دينامو دريسدن
انضم فريتش إلى نادي دينامو دريسدن كمدرب في 30 يونيو 1969 وسرعان ما بدأ النادي الفترة الأكثر نجاحا في تاريخه. تحت قيادته فاز الفريق الأسود والأصفر بخمس بطولات لألمانيا الشرقية في الدرجة الأولى DDR-Oberliga (1971، 1973، 1976، 1977، 1978)، بالإضافة إلى لقب بطولة الوصيف أربع مرات. كما فاز الفريق بكأس ألمانيا الشرقية مرتين (FDGB Pokal) في عامي 1971 و1977، وشارك في 42 بطولة أوروبية. خلال مسيرته المهنية، قام المدرب الصغير الصارم أيضًا بتدريب 40 لاعبًا في المنتخب الوطني وساعد في اكتشاف المواهب مثل أولف كيرستن وماتياس سامر.

## مهنة لاحقة
خلف جيرهارد براوتزش فريتش كمدرب في دينامو وانتقل للعمل لصالح DFV (الاتحاد الألماني لكرة القدم في ألمانيا الشرقية). خلال مسيرته المهنية، أدار 1900 مباراة، وحقق 1163 انتصارًا. ولا يزال ناديه السابق دينامو دريسدن يطلب رأيه عندما أصبح أحد ناديين سابقين من ألمانيا الشرقية ينضمان إلى البوندسليجا بعد إعادة توحيد ألمانيا في عام 1990.

## وفاته
توفي فريتش في 15 أكتوبر 1997، قبل وقت قصير من عيد ميلاده السابع والسبعين. تم دفن "الجنرال الصغير" في مقبرة هايدفريدهوف في درسدن. تم تكريمه لاحقًا بنصب تذكاري في ملعب رودولف هاربيج ، موطن دينامو دريسدن، وتم تنظيم بطولة كرة قدم سنوية في دريسدن في ذكراه. اليوم تم تصوير فيلم سينمائي عن مسيرته في نادي SG Dynamo Dresden.